# Warum läuft Herr R. Amok?
Warum läuft Herr R. Amok? ist ein Film von Michael Fengler von 1970. Vermarktet wurde der Film als kooperative Regiearbeit von Fengler und Rainer Werner Fassbinder. Fassbinder war allerdings nur wenige Tage beim Dreh und zog sich dann aus dem Projekt zurück. Sein Name blieb aber im Cast.

## Handlung
Der Film spielt in der Vorweihnachtszeit in München. Herr R. ist um die dreißig und lebt mit Frau und Sohn ein bürgerliches, unauffälliges Leben. Er arbeitet als technischer Zeichner und ist von eher ruhigem und zurückhaltendem Wesen. Seine eintönig erscheinende Arbeit findet in einem unpersönlichen und schmucklos eingerichteten Büro statt, das er auf engem Raum mit zwei Kollegen und einer Schreibhilfe teilt. Gelegentlich wird R. von seinem Vorgesetzten kritisiert. Auch der übrige Alltag ist erfüllt von Monotonie und eher trostlos. In einer Kneipe trifft sich das Ehepaar mit Hanna, einer Schulfreundin der Frau. Hanna ist ungebunden, tritt betont antibürgerlich auf und distanziert sich mit Hinweis auf ein Klassentreffen vom konventionellen und zielstrebigen Leben der anderen. Dazu merkt R. deutlich an, dass seine Frau so wie Hanna „nicht rumlaufen könnte“, wegen Rs. Stellung im Beruf und dem engen Kontakt zum Chef. Hanna aber könne sich so ein Leben wohl „leisten“. Hier zeigt er sich als domestizierter, von Zwängen zusammengehaltener, latent aggressiver und auch neidischer Kleinbürger.
Die Erwartungen seiner Frau nach einer Beförderung scheint R. aber nicht erfüllen zu können. Der achtjährige Sohn des Ehepaars tut sich schwer in der Schule. Auch werden gewisse finanzielle Probleme und ein „über die Verhältnisse leben“ angedeutet, als Nachbarn, die bei Rs. zu Besuch sind, munkeln, ob sich ein technischer Zeichner so eine Wohnung samt Einrichtung wohl leisten könne. Wie sich überhaupt das Gespräch dieser Gruppe von Nachbarn mit Frau R. eher als Verhör von Frau R. darstellt.
Zwischenmenschliche Kontakte sind eher durch Monologe als durch Dialoge gekennzeichnet. So sitzt R. wie ein Fremdkörper daneben, als sich seine Frau im Wohnzimmer der Familie mit einer Freundin unterhält.
Auch bei einem Besuch seiner Eltern ist R. so gut wie teilnahmslos, während Rs. Frau mit ihrer Schwiegermutter Konversation macht und die familiären Bande pflegt. Ein Dissens tut sich auf, als die Schwiegermutter Frau R. nahelegt, doch für die Finanzierung eines Weihnachtsgeschenks an den Mann kurzzeitig arbeiten zu gehen, wie sie das früher selber gemacht hat. Frau R. ist aber der Ansicht, dass R. als Ehemann und Alleinverdiener für das Einkommen zuständig sei. Dies erwarte sie von ihm. Später beim Spaziergang der Familie mit den Großeltern wird allerdings der dominante Zug der Schwiegermutter deutlich. Barsch weist sie Frau R. zurecht, doch besser auf ihren Sohn aufzupassen, der kurz verschwunden war.
Auf einer Betriebsfeier steht Herr R. zu vorgerückter Stunde auf, um angetrunken eine Lobrede auf die Firma zu halten und den Kollegen seine Sympathie auszudrücken. Mit dem Chef will er schließlich sogar „Brüderschaft trinken“. Der unbeholfene Annäherungsversuch wird vom Chef freundlich, aber bestimmt abgewehrt; zügig bricht er nach Hause auf. Nach dem peinlichen Auftritt setzt sich R. wieder auf seinen Platz. Er wird von seiner Frau flüsternd zurechtgewiesen. An einer Beförderung sei er offenbar gar nicht interessiert und überhaupt zu fett, was auch die Nachbarn schon bemerkt hätten. Hier habe er nun ausgerechnet eine Rede halten müssen, während er sonst stumm wie ein Fisch sei.
Einzig beim Schwelgen in Erinnerungen mit einem Jugendfreund, der R. besucht, zeigt er sich einmal lebendig und froh. Wieder zeigt sich, dass R. unter Einwirkung von Alkohol seine Zurückhaltung aufgibt und aus sich herausgeht. Man erinnert sich offenbar an die gemeinsame Zeit in einem katholischen Internat. R. stimmt ein Kirchenlied zur Mundharmonikabegleitung des Freundes an und gibt einmal seiner Seele Raum. Nur sitzt jetzt R.s Frau die ganze Zeit unbeteiligt daneben.
Gesundheitliche Probleme von R. werden ebenfalls angedeutet. Der Hausarzt kann keine Diagnose erstellen, woher diese rühren, bemängelt aber R’s starken Zigarettenkonsum.
Nachdem so das Leben von Herrn R. ausführlich geschildert worden ist, kommt es plötzlich zum Unfassbaren. Eine Nachbarin ist zu Besuch bei der Ehefrau des Herrn R. und unterhält sich mit ihr tratschend über Belanglosigkeiten. Herr R. versucht währenddessen angestrengt, eine Jazz-Sendung im Fernsehen zu verfolgen, was die Nachbarin mit ihren lautstarken Ausführungen nahezu unmöglich macht. Auch dass R. mehrmals den Fernseher lauter dreht, bewegt sie nicht dazu, das Zimmer zu verlassen und die Unterhaltung mit Frau R. im Nebenzimmer fortzusetzen. Herr R. wird – wie im Verlauf der Handlung schon des Öfteren geschehen – ignoriert. Als besagte Nachbarin R. den Rücken zudreht, ergreift dieser plötzlich einen Kerzenleuchter und erschlägt sie sowie seine Frau und seinen Sohn.
Am nächsten Morgen fährt R. wie üblich pünktlich zu seinem Arbeitsplatz. Als die Kriminalpolizei erscheint, ist R. auf der Toilette. Seine Kollegen können sich derweil nicht erklären, wie es zu diesem Amoklauf kommen konnte. Als sie nach R. schauen, finden sie ihn erhängt auf der Toilette.

## Hintergrund
„Im KATZELMACHER wollten wir durch den Stil, in AMOK durch die Farbe außerdem noch die Möglichkeit zu einer Alternativhaltung bieten: Die Leute sollen den Inhalt verstehen und sehen, daß das mit ihnen zu tun hat, gleichzeitig aber durch die Form, in der das passiert, eine Distanz dazu haben, in der sie reflektieren können, was sie da sehen. Ich glaube, das geht wirklich, daß man durch stilistische Mittel die Distanz schafft, die nötig ist für solche Filme.“
Drei Jahre nach der Veröffentlichung sah Fassbinder den Film sehr kritisch: „[...] finde ich das Ergebnis in ganz hohem Maße widerlich und eigentlich fast eklig, weil es halt wirklich nur das an den Menschen überträgt, was an ihnen eklig ist. Wenn du ein Thema hast, dass du zu zwei Leuten sagst, also, stell dir mal vor, ihr sitzt zusammen und esst Abendbrot, und da sitzt euer Sohn, und es muss jetzt irgendwas passieren, dass ihr euch über die Tischmanieren von dem Kind nicht einigen könnt und dass die Frau aber in dem Streit siegt. Dann kommt halt von den Leuten nur das, was in ihnen selber sowieso drin ist, verstehst du?“
Kurt Raab bemerkte zu seiner Rolle, da er seine Filmpartnerin Lilith Ungerer sowieso nie habe leiden können, sei es ihm ein besonderer Genuss gewesen, sie wenigstens im Film umbringen zu können.
Der Schriftsteller Martin Walser beschrieb die in diesem Film angewandte Methode: „Erst wenn alle denunziert sind, ist der Film aus.“ Der Kleinbürger werde „mit grimmigem Humor entlarvt“.
Die Dialoge wurden nach einem grob umrissenen Szenarium von den Darstellern improvisiert. Diese Idee von Michael Fengler sah Fassbinder durchaus skeptisch.
Die Dreharbeiten dauerten insgesamt 13 Tage, die Kosten beliefen sich auf zirka 135.000 DM. Es war der erste Farbfilm von Fassbinder, die Hauptrolle als Herr R. spielte Kurt Raab.

## Kritiken
„Fassbinder protokolliert schonungslos den banalen Alltag einer Durchschnittsexistenz und durchleuchtet die fatale Vorgeschichte einer vermeintlichen Kurzschlußhandlung - die Fallstudie eines Außenseiters, der an beängstigend normalen Verhältnissen zugrunde geht.“

„Ein böser Film, penetrant alltäglich. Die Dialoge, von den Darstellern improvisiert [,…] sind von so banaler Durchschnittlichkeit, daß allein das Zuhören fast Schmerzen bereitet. Der Film ist schon unerträglich ohne sein Ende, wozu die ausgelaugten Farben beitragen. Er macht spürbar, wie unnormal dieses scheinbar so normale bürgerliche Leben in seinem immer gleichen Trott ist. […] Was den Film so trostlos macht, ist nicht nur sein Inhalt, sondern auch seine ästhetische Methode. […] Wenn es einen naturalistischen Film gibt, dieser ist es. Ihm fehlt jedes utopische Element, jede Idee, wie ein menschenwürdigeres Leben aussehen könnte.“

„Fassbinder nimmt in Warum läuft Herr R. Amok? vieles von diesem langsamen, siechenden Leben vorweg, dieser Quälerei, die er später in Händler der vier Jahreszeiten (1971) noch deutlicher in Szene gesetzt hat. Die furchtbare Sprachlosigkeit der Sprache der Personen, die versteckten Aggressionen und Auto-Aggressionen, die unter der Oberfläche einer Welt bedrohlich warten, sich zu entladen, sind Ausdruck einer fast völlig erstarrten Gesellschaft. Und es wird im Rückblick auf diesen Film deutlich, was es heißen könnte, dass die Normalität, jedenfalls eine bestimmte, es ist, die die Gewalt in extremer Form hervorbringt – so oder so, als Ausdruck der Tat eines einzelnen oder als Exzess ganzer Gruppen gegen andere.“

„Dank geschickter Improvisationen in Szenengestaltung und Dialogen und dennoch sorgfältiger, wenn auch wie absichtslos wirkender Bildauswahl tritt diese Alltäglichkeit penetrant zutage und kann für viele Betrachter nicht ohne Beziehung zu ihrem eigenen Leben bleiben. Der grotesk wirkende Mord und Selbstmord des Herrn R. am Ende des Films erweist sich als eine für das Überdenken des Dargestellten nützliche Irritation des Zuschauers. Ein ernsthaftes Interesse verdienender Film […]. Ab 16 zu empfehlen.“

## Auszeichnungen
- 1971: Deutscher Filmpreis / Bundesfilmpreis – Filmband in Gold für die beste Regie (Michael Fengler und Rainer Werner Fassbinder)[10]

Nominierungen
- 1970: Internationale Filmfestspiele Berlin / Berlinale – Empfehlung für Interfilm Award
- 1970: Internationale Filmfestspiele Berlin / Berlinale – Empfehlung für OCIC Award

## Theateraufführungen
- 22. Oktober 2002 (Premiere) „Out of Control“, theatrale Collage nach „Warum läuft Herr R. Amok“, John Cassavetes und Alexander Kluge, Thalia Theater Hamburg; 2004 Hebbel-Theater Berlin, Forum Freies Theater (FFT) Düsseldorf, Theater Hellerau Dresden, Mousonturm Frankfurt, Regie: Harriet Maria Meining und Peter Meining (norton.commander.productions ), Musik von Tarwater  in Zusammenarbeit mit Sarah Marrs und Rob Taylor
- 25. Mai 2003 (Premiere), Schauspiel Frankfurt, Regie: Michael Thalheimer, Kritik der FAZ, Frankfurt, 26. Mai 2003
- 17. Mai 2007 (Premiere) „Vor den Vätern sterben die Söhne/Warum läuft Herr R. Amok?“ nach einem Buch von Thomas Brasch und dem Film „Warum läuft Herr R. Amok“, Staatstheater Stuttgart Depot, Regie: Thomas Dannemann, Kritik von Tomo Mirko Pavlovic, „Nachtkritik.de“, Berlin, 17. Mai 2007
- vom 25. September 2009 (Premiere, Schweizer Erstaufführung) Schauspielhaus Zürich Pfauenbühne, Regie: Heike M. Goetze, Kritik von Tobias Hoffmann, NZZ, Zürich, 29. September 2009
- 27. November 2014 (Premiere), Münchner Kammerspiele, Regie: Susanne Kennedy[11][12]
- 28. November 2019 (Premiere), Nationaltheater Mannheim (Werkhaus), Regie: Leonie Thies